# Temporada do Avaí Futebol Clube de 2015
O Avaí Futebol Clube em 2015 participará de três competições: Campeonato Catarinense, Campeonato Brasileiro da Série A e Copa do Brasil.

## Treinadores

### Geninho
Após confirmar o acesso à Série A do Campeonato Brasileiro ainda em 2014, Geninho se reuniu com a diretoria do clube e confirmou sua renovação contratual até dezembro de 2015.
Estatísticas
| Temp. | Competição             | Jogos | Vitórias | Empates | Derrotas | Aprov. |
| ----- | ---------------------- | ----- | -------- | ------- | -------- | ------ |
| 2015  | Campeonato Catarinense | 3     | 0        | 2       | 1        | 22,2%  |
| 2015  | Copa do Brasil         | 0     | 0        | 0       | 0        | —      |
| 2015  | Campeonato Brasileiro  | 0     | 0        | 0       | 0        | —      |
| 2015  | Amistoso               | 1     | 0        | 1       | 0        | 33,3%  |
| 2015  | Total da temporada     | 4     | 0        | 3       | 1        | 25%    |

## Uniformes

### Jogadores
- 1º - Camisa com listras verticais em azul e branco, calções brancos e meias brancas com listas azuis finas;
- 2º - Camisa branca com marca dágua de listas azuis, calções azuis e meias azuis com listas brancas finas;
- 3º - Camisa azul, calções e meias brancas.

| 1º Uniforme | 2º Uniforme | 3º Uniforme |  |

### Goleiros
- Camisa cinza, calções e meias azuis;
- Camisa grená com mangas cinzas, calções grenás e meias cinzas.

| Cores do Time · Cores do Time · Cores do Time · Cores do Time · Cores do Time | Cores do Time · Cores do Time · Cores do Time · Cores do Time · Cores do Time |  |

## Competições

### Campeonato Catarinense

#### Primeira fase
Classificação
Notas
1 O Marcílio Dias é punido por escalação irregular e perde seis pontos na tabela.
2 O Avaí é punido pelo TJD e perde seis pontos.
Jogos
Legenda:      Vitórias —      Empates —      Derrotas
| 1 de fevereiro 1ª rodada | Joinville                           | 2 – 2          | Avaí                    | Joinville                                                                            |  |
| 17:00                    | Rafael Costa 8' · Marcelo Costa 21' | Súmula Arquivo | 42', 61' Anderson Lopes | Estádio: Arena Joinville Público: 10 596 Árbitro: SC Rodrigo D'Alonso Ferreira (CBF) |  |

| 5 de fevereiro 2ª rodada | Avaí | 0 – 0          | Criciúma | Florianópolis                                                    |  |
| 19:30                    |      | Súmula Arquivo |          | Estádio: Ressacada Público: 6 354 Árbitro: SC Célio Amorim (CBF) |  |

| 8 de fevereiro 3ª rodada | Atlético de Ibirama | 1 – 0          | Avaí | Ibirama                                                                |  |
| 19:30                    | Cassiano Bodini 39' | Súmula Arquivo |      | Estádio: Baixada Público: 1 616 Árbitro: SC Héber Roberto Lopes (FIFA) |  |

| 12 de fevereiro 4ª rodada | Avaí | 0 – 1          | Chapecoense | Florianópolis                                                             |  |
| 20:30                     |      | Súmula Arquivo | 28' Ananias | Estádio: Ressacada Público: 4 614 Árbitro: SC Ronan Marques da Rosa (CBF) |  |

| 19 de fevereiro 5ª rodada | Avaí     | 1 – 2          | Metropolitano               | Florianópolis                                                                |  |
| 19:30                     | Yuri 81' | Súmula Arquivo | 15' Arielton · 90+1' Maicon | Estádio: Ressacada Público: 4 190 Árbitro: SC Bráulio da Silva Machado (CBF) |  |

| 22 de fevereiro 6ª rodada | Marcílio Dias                            | 3 – 4          | Avaí                                           | Itajaí                                                             |  |
| 18:30                     | Rodrigo 42' · Pablo 74' · Schwenck 90+3' | Súmula Arquivo | 3', 8' Willian Rocha · 78', 88' Anderson Lopes | Estádio: Hercílio Luz Público: 628 Árbitro: SC Sandro Ricci (FIFA) |  |

| 26 de fevereiro 7ª rodada | Guarani de Palhoça      | 2 – 2          | Avaí                                | Palhoça                                                                              |  |
| 19:30                     | Vitinho 14' · Pablo 31' | Súmula Arquivo | 17' André Lima · 47' Anderson Lopes | Estádio: Estádio Renato Silveira Público: 583 Árbitro: SC Héber Roberto Lopes (FIFA) |  |

| 1 de março 8ª rodada | Avaí           | 1 – 1          | Figueirense | Florianópolis                                                     |  |
| 16:00                | Marquinhos 55' | Súmula Arquivo | 2' Mazola   | Estádio: Ressacada Público: 9 898 Árbitro: SC Sandro Ricci (FIFA) |  |

| 4 de março 9ª rodada | Inter de Lages                  | 2 – 0          | Avaí | Lages                                                                              |  |
| 22:00                | Reinaldo 4' · Valdo Bacabal 87' | Súmula Arquivo |      | Estádio: Vidal Ramos Júnior Público: 3 190 Árbitro: SC Ronan Marques da Rosa (CBF) |  |

#### Segunda fase
Classificação

### Copa do Brasil
| Fas | Time | Pts | J | V | E | D | GP | GC | SG | %     |
| --- | ---- | --- | - | - | - | - | -- | -- | -- | ----- |
|     | Avaí | 1   | 1 | 0 | 1 | 0 | 0  | 0  | 0  | 33,3% |

Jogos
Legenda:      Vitórias —      Empates —      Derrotas
| 1 de abril 1ª fase - ida | Operário FC | 0 – 0  | Avaí | Cuiabá                                                                                   |  |
| 21:30                    |             | Súmula |      | Estádio: Arena Pantanal Público: 1 822 Árbitro: MS Paulo Henrique de Melo Salmazio (CBF) |  |

| 15 de abril 1ª fase - volta | Avaí | – | Operário FC | Florianópolis      |  |
| 19:30                       |      |   |             | Estádio: Ressacada |  |

## Amistosos
Legenda:      Vitórias —      Empates —      Derrotas
| 24 de janeiro | Avaí | 0 – 0 | Jacobina | Florianópolis                                                                     |  |
| 10:00         |      | Ficha |          | Estádio: Ressacada Público: Portões abertos Árbitro: SC Fernando Henrique Miranda |  |

## Estatísticas

### Artilharia
A artilharia da temporada:
| #   | Futebolista    | Total | Amistoso | Campeonato Catarinense | Copa do Brasil | Campeonato Brasileiro |
| --- | -------------- | ----- | -------- | ---------------------- | -------------- | --------------------- |
| 1º  | André Lima     | 15    | 0        | 4                      | 2              | 9                     |
| 2º  | Anderson Lopes | 12    | 0        | 6                      | 2              | 4                     |
| 3º  | Marquinhos     | 6     | 0        | 4                      | 0              | 2                     |
| 4º  | Léo Gamalho    | 4     | 0        | 0                      | 0              | 4                     |
| 5º  | Émerson        | 2     | 0        | 0                      | 0              | 2                     |
| 5º  | Hugo           | 2     | 0        | 0                      | 0              | 2                     |
| 5º  | Renan Oliveira | 2     | 0        | 1                      | 0              | 1                     |
| 5º  | Roberto        | 2     | 0        | 1                      | 0              | 1                     |
| 5º  | Rômulo]]       | 2     | 0        | 2                      | 0              | 0                     |
| 5º  | Willian Rocha  | 2     | 0        | 2                      | 0              | 0                     |
| 11º | Antonio Carlos | 1     | 0        | 1                      | 0              | 0                     |
| 11º | Iury           | 1     | 0        | 1                      | 0              | 0                     |
| 11º | Jeci           | 1     | 0        | 1                      | 0              | 0                     |
| 11º | Néstor Camacho | 1     | 0        | 0                      | 0              | 1                     |
| 11º | Pablo          | 1     | 0        | 1                      | 0              | 0                     |
| 11º | Renan          | 1     | 0        | 0                      | 0              | 1                     |
| 11º | Tinga          | 1     | 0        | 1                      | 0              | 0                     |
| 11º | William        | 1     | 0        | 0                      | 0              | 1                     |

- Jogadores riscados já não integram mais o elenco do Avaí, por terem sido negociados definitivamente, por estarem emprestados ou terem voltado a integrar o elenco das categorias de base.
- Última atualização em 26 de outubro de 2015.

### Presença
Total de jogos, por jogador, na temporada:
| #   | Futebolista    | Total | Amistoso | Campeonato Catarinense | Copa do Brasil | Campeonato Brasileiro |
| --- | -------------- | ----- | -------- | ---------------------- | -------------- | --------------------- |
| 1º  | Anderson Lopes | 2     | 1        | 1                      | 0              | 0                     |
| 1º  | Claudinei      | 2     | 1        | 1                      | 0              | 0                     |
| 1º  | Edinho         | 2     | 1        | 1                      | 0              | 0                     |
| 1º  | Eduardo Neto   | 2     | 1        | 1                      | 0              | 0                     |
| 1º  | Eltinho        | 2     | 1        | 1                      | 0              | 0                     |
| 1º  | Pablo          | 2     | 1        | 1                      | 0              | 0                     |
| 1º  | Renan Oliveira | 2     | 1        | 1                      | 0              | 0                     |
| 1º  | Romulo         | 2     | 1        | 1                      | 0              | 0                     |
| 1º  | Sander         | 2     | 1        | 1                      | 0              | 0                     |
| 1º  | Uelliton       | 2     | 1        | 1                      | 0              | 0                     |
| 1º  | Vagner         | 2     | 1        | 1                      | 0              | 0                     |
| 12º | André Lima     | 1     | 1        | 0                      | 0              | 0                     |
| 12º | Bruno Mendes   | 1     | 1        | 0                      | 0              | 0                     |
| 12º | Cássio         | 1     | 1        | 0                      | 0              | 0                     |
| 12º | Danilo Mederos | 1     | 1        | 0                      | 0              | 0                     |
| 12º | Denner         | 1     | 1        | 0                      | 0              | 0                     |
| 12º | Diego          | 1     | 1        | 0                      | 0              | 0                     |
| 12º | Iury           | 1     | 1        | 0                      | 0              | 0                     |
| 12º | Marrone        | 1     | 1        | 0                      | 0              | 0                     |
| 12º | Philipe Maia   | 1     | 1        | 0                      | 0              | 0                     |
| 12º | Revson         | 1     | 1        | 0                      | 0              | 0                     |
| 12º | Ronaldo Alves  | 1     | 0        | 1                      | 0              | 0                     |
| 12º | Tinga          | 1     | 0        | 1                      | 0              | 0                     |
| 12º | William Rocha  | 1     | 1        | 0                      | 0              | 0                     |

- Jogadores riscados já não integraram mais o elenco do Avaí, por terem sido negociados definitivamente, por estarem emprestados ou terem voltado a integrar o elenco das categorias de base.
- Última atualização em 3 de fevereiro de 2015.

### Goleiros
| #  | Goleiro | Amistoso | Amistoso | Amistoso | Catarinense | Catarinense | Catarinense | Copa do Brasil | Copa do Brasil | Copa do Brasil | Brasileiro | Brasileiro | Brasileiro | Total | Total | Total | Total |
| #  | Goleiro | Jogos    | GS       | STG      | Jogos       | GS          | STG         | Jogos          | GS             | STG            | Jogos      | GS         | STG        | Jogos | GS    | STG   | MGT   |
| 1º | Vagner  | 0,5      | 0        | 0,5      | 1           | 2           | 0           | —              | —              | —              | —          | —          | —          | 1,5   | 2     | 0,5   | 1,33  |
| 2º | Diego   | 0,5      | 0        | 0,5      | —           | —           | —           | —              | —              | —              | —          | —          | —          | 0,5   | 0     | 0,5   | 0     |

- Jogadores riscados já não integraram mais o elenco do Avaí ou estão em período de empréstimo
- Última atualização em 3 de fevereiro de 2015.

### Histórico disciplinar
| #     | Pos.  | Nac.   | Jogador        | Amistoso                      | Amistoso | Amistoso | Campeonato Catarinense        | Campeonato Catarinense | Campeonato Catarinense | Copa do Brasil                | Copa do Brasil | Copa do Brasil | Campeonato Brasileiro         | Campeonato Brasileiro | Campeonato Brasileiro | Total                         | Total | Total   |
| #     | Pos.  | Nac.   | Jogador        | Penalizado com cartão amarelo |          | Expulso  | Penalizado com cartão amarelo |                        | Expulso                | Penalizado com cartão amarelo |                | Expulso        | Penalizado com cartão amarelo |                       | Expulso               | Penalizado com cartão amarelo |       | Expulso |
| 1º    | Z     | Brasil | William Rocha  | 0                             | 0        | 0        | 1                             | 0                      | 1                      | 0                             | 0              | 0              | 0                             | 0                     | 0                     | 1                             | 0     | 1       |
| 2º    | V     | Brasil | Eduardo Neto   | 0                             | 0        | 0        | 0                             | 0                      | 1                      | 0                             | 0              | 0              | 0                             | 0                     | 0                     | 0                             | 0     | 1       |
| 3º    | LD    | Brasil | Pablo          | 0                             | 0        | 0        | 1                             | 0                      | 0                      | 0                             | 0              | 0              | 0                             | 0                     | 0                     | 1                             | 0     | 0       |
| 3º    | M     | Brasil | Renan Oliveira | 1                             | 0        | 0        | 0                             | 0                      | 0                      | 0                             | 0              | 0              | 0                             | 0                     | 0                     | 1                             | 0     | 0       |
| Total | Total | Total  | Total          | 1                             | 0        | 0        | 2                             | 0                      | 2                      | 0                             | 0              | 0              | 0                             | 0                     | 0                     | 3                             | 0     | 2       |

 = Número de cartões
 = Número de expulsões após dois cartões amarelos
 = Número de expulsões após cartão vermelho direto
- Jogadores riscados já não integraram mais o elenco do Avaí, por terem sido negociados definitivamente, por estarem emprestados ou terem voltado a integrar o elenco das categorias de base.
- Última atualização em 3 de fevereiro de 2015.

### Capitães
Os capitães da temporada:
| #  | Futebolista  | (vezes) |
| -- | ------------ | ------- |
| 1º | Eduardo Neto | 1       |

- Jogadores riscados já não integraram mais o elenco do Avaí, por terem sido negociados definitivamente, por estarem emprestados ou terem voltado a integrar o elenco das categorias de base.
- Última atualização em 3 de fevereiro de 2015.

### Campanha
|                    | Mandante | Visitante | Total |  |
| ------------------ | -------- | --------- | ----- |  |
| Jogos              | 1        | 1         | 2     |  |
| Vitórias           | 0        | 0         | 0     |  |
| Empates            | 1        | 1         | 2     |  |
| Derrotas           | 0        | 0         | 0     |  |
|                    |          |           |       |  |
| Gols marcados      | 0        | 2         | 2     |  |
| Gols sofridos      | 0        | 2         | 2     |  |
| Saldo de gols      | 0        | 0         | 0     |  |
|                    |          |           |       |  |
| Aproveitamento (%) | 33,3     | 33,3      | 33,3  |  |

- Última atualização em 3 de fevereiro de 2015.

## Gols

### Forma dos Gols
| Gols        |             |          |       |         |            |       |
| Gols        | Finalização | Cabeceio | Falta | Pênalti | Gol contra | Total |
| ----------- | ----------- | -------- | ----- | ------- | ---------- | ----- |
| Gols Pró    | 1           | 1        | 0     | 0       | 0          | 2     |
| Gols Contra | 1           | 1        | 0     | 0       | 0          | 2     |

- Última atualização em 3 de fevereiro de 2015.

### Tempo dos Gols
| Gols        |                  |                   |                           |                  |                   |                           |       |
| Gols        | 0' 1°T > 15' 1°T | 16' 1°T > 30' 1°T | 31' 1°T > 45' ou mais 1°T | 0' 2°T > 15' 2°T | 16' 2°T > 30' 2°T | 31' 2°T > 45' ou mais 2°T | Total |
| ----------- | ---------------- | ----------------- | ------------------------- | ---------------- | ----------------- | ------------------------- | ----- |
| Gols Pró    | 0                | 0                 | 1                         | 0                | 1                 | 0                         | 2     |
| Gols Contra | 1                | 1                 | 0                         | 0                | 0                 | 0                         | 2     |

- Última atualização em 3 de fevereiro de 2015.

## Público
| Competição             | Mandante | Visitante | Total  | Partidas[PUB] | Média  |
| ---------------------- | -------- | --------- | ------ | ------------- | ------ |
| Campeonato Brasileiro  | 0        | 0         | 0      | 0             | 0      |
| Copa do Brasil         | 0        | 0         | 0      | 0             | 0      |
| Campeonato Catarinense | 0        | 10 596    | 10 596 | 1             | 10 596 |
| Total                  | 0        | 10 596    | 10 596 | 1             | 10 596 |

PUB. ^ Partidas com o público pagante divulgados pelos respectivos organizadores.
- Última atualização em 3 de fevereiro de 2015.

## Categorias de base

### Copa São Paulo
Fase de grupos - Grupo O (Louveira)
Na  primeira fase os clubes jogam entre si, dentro do grupo em turno único, classificando-se para a segunda fase o clube que obtiver o maior número de pontos ganhos nos respectivos grupos e os seis clubes melhores segundos colocados, independente do grupo a que pertencem.

### Grupo S (Águas de Lindóia)
| Pos. | Time                | Pts | J | V | E | D | GP | GS | SG |
| ---- | ------------------- | --- | - | - | - | - | -- | -- | -- |
| 1º   | Avaí                | 7   | 3 | 2 | 1 | 0 | 5  | 3  | 2  |
| 2º   | Desportivo Brasil   | 6   | 3 | 2 | 0 | 1 | 5  | 3  | 2  |
| 3º   | Atlético Goianiense | 4   | 3 | 1 | 1 | 1 | 6  | 7  | -1 |
| 4º   | Paysandu            | 0   | 3 | 0 | 0 | 3 | 2  | 5  | -3 |

| 4 de janeiro 1ª rodada | Atlético Goianiense        | 2 – 2     | Avaí              | Águas de Lindóia                                     |  |
| 16:00                  | Sandes Neto 10' · Davi 83' | Relatório | 43', 71' Vinícius | Estádio: Leonardo Barbieri Árbitro: SP Cledson Gahio |  |

| 7 de janeiro 2ª rodada | Desportivo Brasil | 0 – 1     | Avaí     | Águas de Lindóia                                             |  |
| 14:00                  |                   | Relatório | 45' Yuri | Estádio: Leonardo Barbieri Árbitro: SP Thelmis Ernesto Lanza |  |

| 10 de janeiro 3ª rodada | Avaí                    | 2 – 1     | Paysandu | Águas de Lindóia                                              |  |
| 14:00                   | Henrique 46' · Yuri 69' | Relatório | 10' Neto | Estádio: Leonardo Barbieri Árbitro: SP Michel Luciano de Lima |  |

Segunda fase
| 14 de janeiro Segunda fase | Avaí | 0 – 1     | Atlético Mineiro   | São Bernardo do Campo                                             |  |
| 21:00                      |      | Relatório | 75' Luís Guilherme | Estádio: Estádio Baetão Árbitro: SP Rogério dos Santos Laranjeira |  |

## Títulos Conquistados em 2015

### Categorias de Base
Sub-15
- Copa Saudades[3]